# Episodi de La nostra amica Robbie (prima stagione)
Gli episodi della prima stagione di La nostra amica Robbie sono andati in onda dal 29 dicembre del 2001 al 2 febbraio del 2002. In Italia sono stati trasmessi dal 30 maggio 2011.
| n° | Titolo originale      | Titolo italiano          | Prima TV Germania | Prima TV Italia |
| -- | --------------------- | ------------------------ | ----------------- | --------------- |
| 1  | Seelőwin sucht Zimmer | Una casa per Robbie      | 29 dicembre 2001  | 30 maggio 2011  |
| 2  | S.O.S fur Robbie      | S.O.S per Robbie         | 5 gennaio 2002    |                 |
| 3  | Seelõwen unerwünscht! | Caccia alle foche        | 12 gennaio 2002   |                 |
| 4  | Geheime Fracht        | Un nascondiglio perfetto | 19 gennaio 2002   |                 |
| 5  | Robbie macht Stress   | Robbie combina guai      | 26 gennaio 2002   |                 |
| 6  | Gefährlicher Besucher | La vendetta di Holger    | 2 febbraio 2002   |                 |